# Schrankogel
Le Schrankogel est un sommet des Alpes, à 3 497 m d'altitude, dans le massif de Stubai, en Autriche (Tyrol).

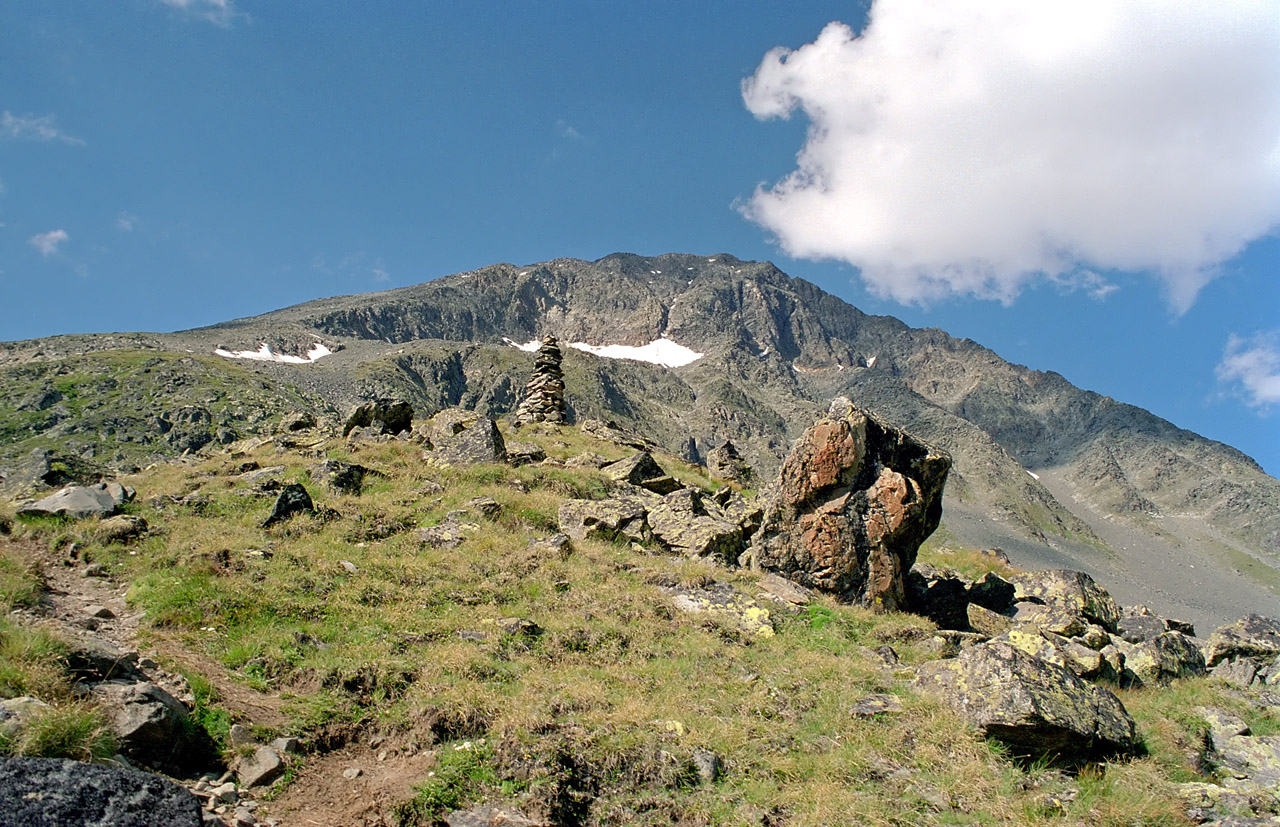
Schrankogel depuis le sud.